# Жртвовање Исака
Жртвовање Исака је поглавље Прве књиге Мојсијеве у ком Бог тражи од Аврама да принесе на жртву свог јединца Исака. Ту је Бог испробао његову веру, па кад се он показао веран, Бог га је преко сина Исака, обдарио великим и светим потомством. И Исус Христос Спаситељ је његов потомак по телу, а Исакова жртва је била предуказање Христовог страдања и жртве.